# دان ديزي
دان ديزي هو سياسي أمريكي، ولد في 1966 في بيتسبرغ في الولايات المتحدة. نشط حزبياً في الحزب الديمقراطي. وقد انتخب عضو مجلس نواب بنسيلفانيا ‏.